# Szent Mihály és Gábriel arkangyalok fatemplom (Láposdebrek)
A láposdebreki Szent Mihály és Gábriel arkangyalok fatemplom műemlékké nyilvánított épület Romániában, Máramaros megyében. A romániai műemlékek jegyzékében az  MM-II-m-A-04568 sorszámon szerepel.